# Vierde Conferentie van Moskou
De Vierde Conferentie van Moskou (codenaam TOLSTOY) vond plaats van 9 oktober 1944 tot 19 november 1944. Dit was de vierde geallieerde conferentie van de Tweede Wereldoorlog die in de Sovjet-Unie plaatsvond.
Op de conferentie kwamen de Verenigde Staten, het Verenigd Koninkrijk en de Sovjet-Unie bij elkaar om te spreken over de deelname van de Sovjet-Unie aan de oorlog met Japan, de toekomst van het westers ingestelde Polen en de toekomst van de Balkan.
Alle landen hadden twee afgevaardigden. Winston Churchill en minister van buitenlandse zaken  Anthony Eden vertegenwoordigden het Verenigd Koninkrijk, bijgestaan door veldmaarschalk Alan Brooke. De delegatie van de Sovjet-Unie bestond uit staatshoofd Jozef Stalin en minister van Buitenlandse Zaken Vjatsjeslav Molotov. Namens de Verenigde Staten was aanwezig de Amerikaanse ambassadeur in Moskou,  Averell Harriman en de VS-generaal John Deane. Beiden fungeerden als waarnemers. 

Doel van de conferentie was de deelname van de Sovjet-Unie aan de oorlog tegen Japan en de verdeling van de Balkan tussen communisten en niet-communisten. De Sovjet-Unie kreeg op deze conferentie 90 procent van Roemenië, 10 procent van Griekenland, der helft van Joegoslavië en van Hongarije, en driekwart van Bulgarije. Churchills belangstelling was gericht op Griekenland en hij verkreeg Stalins instemming voor het sturen van Britse militairen naar dat land
Ook waren er twee delegaties van Polen afgereisd naar Moskou. Polen stuurde zowel een afgevaardigde van de Poolse regering in ballingschap, welke in Londen zetelde, als een van de communistische regering, die in Lublin zetelde.